# Nebrioporus assimilis
Nebrioporus assimilis är en skalbaggsart som först beskrevs av Gustaf von Paykull 1798.  Nebrioporus assimilis ingår i släktet Nebrioporus och familjen dykare. Arten är reproducerande i Sverige. Inga underarter finns listade i Catalogue of Life.